# Ветлуга (река)
Ветлу́га (устар. Ве́тлуга) — река в центре Европейской части России, левый приток Волги. Протекает по территории Кировской, Костромской и Нижегородской областей и республики Марий Эл.
Длина реки — 889 км, площадь водосборного бассейна — 39 400 км². Среднегодовой расход воды — в низовье 255 м³/с. Левый берег низменный, правый высокий (до 100 м) сложен мергелями и песчаниками. Течение медленное, много стариц. Притоки: Нея, Большая Какша, Уста, Юронга — левые; Вохма, Люнда — правые. Питание снеговое. Ледостав с начала ноября по апрель. Сплавная. Во время половодья судоходна на 700 км от устья. Высота истока около 170 м над уровнем моря.
На реке расположены города Шарья и Ветлуга, посёлки городского типа Варнавино, Ветлужский (Костромская область), Ветлужский (Нижегородская область), Красные Баки, Воскресенское. На берегу Чебоксарского водохранилища, при впадении Ветлуги находится посёлок городского типа Юрино.
Жители Поветлужья называют себя «ветлугаи» (ед. число «ветлугай») или «ветлужанами». Второй вариант более распространён, первый практически не встречается.
Название реки было положено в наименование ныне вымершего ветлугазавра, остатки которого были впервые найдены Анатолием Николаевичем Рябининым на берегу Ветлуги. В бассейне реки Ветлуги вулканический туф из вятского яруса пермского периода датирован возрастом 253,95 ± 0,06 млн лет назад.

## Этимология
Название реки Ветлуга происходит от марийского слова: Вутла (луговой диалект) либо Вытла (горный диалект) в значении «многоводная» с добавлением русифицированного суффикса -га по типу Свияга, Кокшага и так далее.

## Притоки
- 21 км: Сугрюм (лв.)
- 27 км: Мелковка (пр.)
- 42 км: Большое Шито (лв.)
- 60 км: Окна (пр.)
- 77 км: Инея (пр.)
- 80 км: Люнда (пр.)
- 85 км: Выжум (лв.)
- 86 км: Икша (лв.)
- 105 км: Юронга (лв.)
- 121 км: Ноля (лв.)
- 141 км: Перенга (лв.)
- 163 км: Швея (пр.)
- 169 км: Уста (лв.)
- 187 км: руч. Медяна (пр.)
- 189 км: Янушка (пр.)
- 199 км: Лопшанга (пр.)
- 227 км: Беленькая (пр.)
- 239 км: Кундала (лв.)
- 245 км: Курдомка (пр.)
- 251 км: Нелидовка (лв.)
- 260 км: Мурановка (лв.)
- 265 км: Осиновка (лв.)
- 266 км: без названия, против с. Анисимово (л.)
- 267 км: Лапшанга (пр.)
- 270 км: Ивановка (лв.)
- 284 км: Полевая Ляленка (лв.)
- 294 км: Ужгур (пр.)
- 304 км: Мальцевка (лв.)
- 310 км: Шуда (пр.)
- 315 км: Елгаевка (лв.)
- 320 км: Пижуг (пр.)
- 343 км: Старица (лв.)
- 352 км: Вол (пр.)
- 389 км: Кумышевка (лв.)
- 392 км: Красница (пр.)
- 393 км: Юрьевка (лв.)
- 401 км: Малая Какша (лв.)
- 403 км: Большая Какша (Какша) (лв.)
- 411 км: Луданга (лв.)
- 420 км: Чадра (лв.)
- 427 км: без названия, против с. Алешиха (лв.)
- 434 км: Нея (лв.)
- 447 км: Большая Якшанга (лв.)
- 459 км: Большая Ичма (лв.)
- 467 км: Павловица (лв.)
- 483 км: Большой Утрас (пр.)
- 495 км: Карцеуха (пр.)
- 507 км: без названия (пр.)
- 510 км: Шарьинка (лв.)
- 530 км: Большая Шанга (лв.)
- 548 км: Истомка (лв.)
- 558 км: Нюрюг (лв.)
- 566 км: Шистом (пр.)
- 569 км: без названия, у с. Бережок (пр.)
- 575 км: Петровский Фёрдос (пр.)
- 588 км: Уржунка (лв.)
- 589 км: Белый Фёрдос (пр.)
- 594 км: Пыщуг (пр.)
- 602 км: Пызмус (пр.)
- 637 км: Шайма (пр.)
- 643 км: Жильская Шайма (пр.)
- 662 км: Якшанга (лв.)
- 674 км: Лёком (пр.)
- 681 км: Сырденка (лв.)
- 682 км: Вохма (пр.)
- 692 км: Шортюг (лв.)
- 722 км: Калюг (пр.)
- 726 км: Луптюг (пр.)
- 736 км: Берёзовка (пр.)
- 748 км: Лаптюжка (лв.)
- 751 км: Паозер (лв.)
- 776 км: Чахловка (лв.)
- 798 км: Чернушка (пр.)
- 816 км: Ачуг (лв.)
- 818 км: Матюг (пр.)
- 825 км: без названия, у с. Березовки (лв.)
- 839 км: Матюг (пр.)
- 840 км: Даровка (лв.)
- 869 км: Быстрая (лв.)

## Галерея
- Железнодорожный мост через Ветлугу
- Бассейн Волги
- След медведя на берегу Ветлуги, снятый близ поселений Рязаново и Рязанка